# The Beatles (album)
The Beatles is een op 22 november 1968 verschenen dubbel-lp van de gelijknamige popgroep. Het album is beter bekend onder de naam The White Album of White double wegens de bijna helemaal witte hoes.

## Hoes
Aan de rechterkant, ietwat schuin en zonder kleur in reliëf naar buiten gedrukt (blinddruk), staat het opschrift The BEATLES. In latere edities werd de blinddruk vervangen door in grijs gedrukte letters. Daarnaast staat er op de eerste drie miljoen langspeelplaten een gestempeld serienummer. Dat is grijs en staat ietwat schuin in de rechter benedenhoek van de hoes. Het album werd geleverd met vier foto´s van de verschillende bandleden, gemaakt door John Kelly, en een uitklapposter. Op de achterkant van de poster staan de songteksten. De twee lp's zelf zitten in zwarte binnenhoezen. In vergelijking met voorgaande covers als Sgt. Pepper's Lonely Hearts Club Band en Magical Mystery Tour is de vormgeving van het album een hele ommezwaai. Het ontwerp is van de Britse kunstenaar Richard Hamilton en is een toespeling op minimal art en conceptuele kunst.
Wat de genummerde edities op de voorkant van de eerste releases betreft, was het niet mogelijk om elk exemplaar te nummeren met een uniek nummer vanwege de wereldwijde verspreiding van de drukkerijen. Het Amerikaanse EMI heeft dit slechts op een paar duizend hoezen gedaan, maar heeft het vrij snel opgegeven. Paul McCartney schrijft in zijn boek "Many Years from Now": "De bandleden hebben de eerste vier albums gekregen. Ik weet natuurlijk niet waar de mijne is. Alles raakt altijd zoek. Ik stel me zo voor dat hij wel een keer zal opduiken bij Sotheby's. John kreeg Nr. 00001 omdat hij het hardst schreeuwde. Hij riep: 'nummer een voor mij!' Tja, hij kende het spel, "die het eerst komt, het eerst maalt"."

## Geschiedenis
Na het opnemen van de single Lady Madonna in februari 1968 vertrokken de Beatles naar India. Hier mediteerden ze in Rishikesh enkele weken met Maharishi Mahesh Yogi. Gedurende dit verblijf werden veel nieuwe nummers geschreven. De opnames in de studio liepen van 30 mei tot 14 oktober 1968. Dit album was het eerste dat verscheen bij Apple Records. Hiervoor was al de single Hey Jude op het Apple-label verschenen (in plaats van bij Parlophone). De platen van het Apple-label zijn herkenbaar aan de volle appel in het midden van de plaat op zijde een en een doorgesneden appel op zijde twee.

## Inhoud
Het album is het meest afwisselende van alle Beatlesalbums. Allerlei stijlen worden gespeeld, van jaren 40-muziek tot een slaapliedje. Op dit album is al te merken dat de band uit elkaar groeit. Veel nummers zijn bijna soloprojecten te noemen. Hoewel de composities nog altijd op naam staan van Lennon & McCartney, zijn in werkelijkheid de nummers geschreven door óf Lennon, óf McCartney. Voor producer George Martin vormde de wisselende kwaliteit van de nummers aanleiding om het idee te lanceren om de beste nummers op één lp te zetten en af te zien van een dubbel-lp. Dit voorstel werd echter afgewezen door de Beatles.

## Verschijning
Het album verscheen op 22 november 1968, precies vijf jaar na hun tweede album genaamd With the Beatles, en is de opvolger van Magical Mystery Tour.

## Verschillende uitgaven
The Beatles is - net als bijna de hele catalogus van The Beatles - in de loop der jaren op verschillende manieren (her)uitgegeven:
1968: Originele dubbel-lp op vinyl (in de jaren '70 tevens op musicassette)
1987: Eerste uitgave op dubbel-cd.
2009: Tweede uitgave op cd, dit keer in een geremasterde versie.
2010: Voor het eerst verkrijgbaar als digitale download in de iTunes store.
2016: Voor het eerst verkrijgbaar via streamingdiensten als Spotify, Apple Music, Deezer etc.
2018: Heruitgave van het oorspronkelijke album in een nieuwe "2018 Stereo Mix", op vinyl, en als Deluxe en Super Deluxe versies. De Super Deluxe editie bevatte 6 cd's en 1 blu-ray disk, inclusief tientallen nooit eerder uitgebrachte demo's en alternatieve opnamen. De Deluxe versie bestond uit 3 cd's (of 4 lp's) met daarop de 2018 Stereo Mix van het oorspronkelijke dubbelalbum en een cd (of twee lp's) met demo's. Deze edities waren ook verkrijgbaar via streamingdiensten.

## Tracklist
Alle muziek en teksten zijn geschreven door John Lennon/Paul McCartney, tenzij anders aangegeven. 
| Nr. | Titel                                          | Leadzang  | Duur |
| --- | ---------------------------------------------- | --------- | ---- |
| 1.  | Back in the U.S.S.R.                           | McCartney | 2:43 |
| 2.  | Dear Prudence                                  | Lennon    | 3:56 |
| 3.  | Glass Onion                                    | Lennon    | 2:17 |
| 4.  | Ob-La-Di, Ob-La-Da                             | McCartney | 3:08 |
| 5.  | Wild Honey Pie                                 | McCartney | 0:53 |
| 6.  | The Continuing Story of Bungalow Bill          | Lennon    | 3:14 |
| 7.  | While My Guitar Gently Weeps (George Harrison) | Harrison  | 4:45 |
| 8.  | Happiness Is a Warm Gun                        | Lennon    | 2:43 |

| Nr. | Titel                              | Leadzang  | Duur |
| --- | ---------------------------------- | --------- | ---- |
| 1.  | Martha My Dear                     | McCartney | 2:28 |
| 2.  | I'm So Tired                       | Lennon    | 2:03 |
| 3.  | Blackbird                          | McCartney | 2:18 |
| 4.  | Piggies (Harrison)                 | Harrison  | 2:04 |
| 5.  | Rocky Raccoon                      | McCartney | 3:32 |
| 6.  | Don't Pass Me By (Richard Starkey) | Starr     | 3:50 |
| 7.  | Why Don't We Do It in the Road?    | McCartney | 1:41 |
| 8.  | I Will                             | McCartney | 1:46 |
| 9.  | Julia                              | Lennon    | 2:54 |

| Nr. | Titel                                                     | Leadzang           | Duur |
| --- | --------------------------------------------------------- | ------------------ | ---- |
| 1.  | Birthday                                                  | McCartney & Lennon | 2:42 |
| 2.  | Yer Blues                                                 | Lennon             | 4:01 |
| 3.  | Mother Nature's Son                                       | McCartney          | 2:48 |
| 4.  | Everybody's Got Something to Hide Except Me and My Monkey | Lennon             | 2:24 |
| 5.  | Sexy Sadie                                                | Lennon             | 3:15 |
| 6.  | Helter Skelter                                            | McCartney          | 4:29 |
| 7.  | Long, Long, Long (Harrison)                               | Harrison           | 3:04 |

| Nr. | Titel                    | Leadzang                    | Duur |
| --- | ------------------------ | --------------------------- | ---- |
| 1.  | Revolution 1             | Lennon                      | 4:15 |
| 2.  | Honey Pie                | McCartney                   | 2:41 |
| 3.  | Savoy Truffle (Harrison) | Harrison                    | 2:54 |
| 4.  | Cry Baby Cry             | Lennon & McCartney          | 3:01 |
| 5.  | Revolution 9             | Lennon, Harrison & Yoko Ono | 8:22 |
| 6.  | Good Night               | Starr                       | 3:11 |

## Hitnoteringen

### NederlandseAlbum Top 100
Omdat er in 1968 nog geen Nederlandse of Vlaamse albumlijst bestond, zijn uit die periode geen hitnoteringen bekend. De eerste keer dat het album in de albumlijst terecht kwam in Nederland (1987) was te danken aan de eerste release ervan op cd. In 2009 ging het om een geremasterde versie van het album, in 2016 om de release op verschillende streamingdiensten en in 2018 om een heruitgave naar aanleiding van de 40e verjaardag van het oorspronkelijke album.
| Hitnotering: (Week 1 t/m 4) 05-09-1987 t/m 26-09-1987 Hitnotering: (Week 5 t/m 6) 26-09-2009 t/m 03-10-2009 Hitnotering: (Week 7 t/m 8) 02-01-2016 t/m 09-01-2016 Hitnotering: (Week 9 t/m 22) 17-11-2018 t/m 16-02-2019 | Hitnotering: (Week 1 t/m 4) 05-09-1987 t/m 26-09-1987 Hitnotering: (Week 5 t/m 6) 26-09-2009 t/m 03-10-2009 Hitnotering: (Week 7 t/m 8) 02-01-2016 t/m 09-01-2016 Hitnotering: (Week 9 t/m 22) 17-11-2018 t/m 16-02-2019 | Hitnotering: (Week 1 t/m 4) 05-09-1987 t/m 26-09-1987 Hitnotering: (Week 5 t/m 6) 26-09-2009 t/m 03-10-2009 Hitnotering: (Week 7 t/m 8) 02-01-2016 t/m 09-01-2016 Hitnotering: (Week 9 t/m 22) 17-11-2018 t/m 16-02-2019 | Hitnotering: (Week 1 t/m 4) 05-09-1987 t/m 26-09-1987 Hitnotering: (Week 5 t/m 6) 26-09-2009 t/m 03-10-2009 Hitnotering: (Week 7 t/m 8) 02-01-2016 t/m 09-01-2016 Hitnotering: (Week 9 t/m 22) 17-11-2018 t/m 16-02-2019 | Hitnotering: (Week 1 t/m 4) 05-09-1987 t/m 26-09-1987 Hitnotering: (Week 5 t/m 6) 26-09-2009 t/m 03-10-2009 Hitnotering: (Week 7 t/m 8) 02-01-2016 t/m 09-01-2016 Hitnotering: (Week 9 t/m 22) 17-11-2018 t/m 16-02-2019 | Hitnotering: (Week 1 t/m 4) 05-09-1987 t/m 26-09-1987 Hitnotering: (Week 5 t/m 6) 26-09-2009 t/m 03-10-2009 Hitnotering: (Week 7 t/m 8) 02-01-2016 t/m 09-01-2016 Hitnotering: (Week 9 t/m 22) 17-11-2018 t/m 16-02-2019 | Hitnotering: (Week 1 t/m 4) 05-09-1987 t/m 26-09-1987 Hitnotering: (Week 5 t/m 6) 26-09-2009 t/m 03-10-2009 Hitnotering: (Week 7 t/m 8) 02-01-2016 t/m 09-01-2016 Hitnotering: (Week 9 t/m 22) 17-11-2018 t/m 16-02-2019 | Hitnotering: (Week 1 t/m 4) 05-09-1987 t/m 26-09-1987 Hitnotering: (Week 5 t/m 6) 26-09-2009 t/m 03-10-2009 Hitnotering: (Week 7 t/m 8) 02-01-2016 t/m 09-01-2016 Hitnotering: (Week 9 t/m 22) 17-11-2018 t/m 16-02-2019 | Hitnotering: (Week 1 t/m 4) 05-09-1987 t/m 26-09-1987 Hitnotering: (Week 5 t/m 6) 26-09-2009 t/m 03-10-2009 Hitnotering: (Week 7 t/m 8) 02-01-2016 t/m 09-01-2016 Hitnotering: (Week 9 t/m 22) 17-11-2018 t/m 16-02-2019 | Hitnotering: (Week 1 t/m 4) 05-09-1987 t/m 26-09-1987 Hitnotering: (Week 5 t/m 6) 26-09-2009 t/m 03-10-2009 Hitnotering: (Week 7 t/m 8) 02-01-2016 t/m 09-01-2016 Hitnotering: (Week 9 t/m 22) 17-11-2018 t/m 16-02-2019 | Hitnotering: (Week 1 t/m 4) 05-09-1987 t/m 26-09-1987 Hitnotering: (Week 5 t/m 6) 26-09-2009 t/m 03-10-2009 Hitnotering: (Week 7 t/m 8) 02-01-2016 t/m 09-01-2016 Hitnotering: (Week 9 t/m 22) 17-11-2018 t/m 16-02-2019 | Hitnotering: (Week 1 t/m 4) 05-09-1987 t/m 26-09-1987 Hitnotering: (Week 5 t/m 6) 26-09-2009 t/m 03-10-2009 Hitnotering: (Week 7 t/m 8) 02-01-2016 t/m 09-01-2016 Hitnotering: (Week 9 t/m 22) 17-11-2018 t/m 16-02-2019 | Hitnotering: (Week 1 t/m 4) 05-09-1987 t/m 26-09-1987 Hitnotering: (Week 5 t/m 6) 26-09-2009 t/m 03-10-2009 Hitnotering: (Week 7 t/m 8) 02-01-2016 t/m 09-01-2016 Hitnotering: (Week 9 t/m 22) 17-11-2018 t/m 16-02-2019 | Hitnotering: (Week 1 t/m 4) 05-09-1987 t/m 26-09-1987 Hitnotering: (Week 5 t/m 6) 26-09-2009 t/m 03-10-2009 Hitnotering: (Week 7 t/m 8) 02-01-2016 t/m 09-01-2016 Hitnotering: (Week 9 t/m 22) 17-11-2018 t/m 16-02-2019 | Hitnotering: (Week 1 t/m 4) 05-09-1987 t/m 26-09-1987 Hitnotering: (Week 5 t/m 6) 26-09-2009 t/m 03-10-2009 Hitnotering: (Week 7 t/m 8) 02-01-2016 t/m 09-01-2016 Hitnotering: (Week 9 t/m 22) 17-11-2018 t/m 16-02-2019 | Hitnotering: (Week 1 t/m 4) 05-09-1987 t/m 26-09-1987 Hitnotering: (Week 5 t/m 6) 26-09-2009 t/m 03-10-2009 Hitnotering: (Week 7 t/m 8) 02-01-2016 t/m 09-01-2016 Hitnotering: (Week 9 t/m 22) 17-11-2018 t/m 16-02-2019 | Hitnotering: (Week 1 t/m 4) 05-09-1987 t/m 26-09-1987 Hitnotering: (Week 5 t/m 6) 26-09-2009 t/m 03-10-2009 Hitnotering: (Week 7 t/m 8) 02-01-2016 t/m 09-01-2016 Hitnotering: (Week 9 t/m 22) 17-11-2018 t/m 16-02-2019 | Hitnotering: (Week 1 t/m 4) 05-09-1987 t/m 26-09-1987 Hitnotering: (Week 5 t/m 6) 26-09-2009 t/m 03-10-2009 Hitnotering: (Week 7 t/m 8) 02-01-2016 t/m 09-01-2016 Hitnotering: (Week 9 t/m 22) 17-11-2018 t/m 16-02-2019 | Hitnotering: (Week 1 t/m 4) 05-09-1987 t/m 26-09-1987 Hitnotering: (Week 5 t/m 6) 26-09-2009 t/m 03-10-2009 Hitnotering: (Week 7 t/m 8) 02-01-2016 t/m 09-01-2016 Hitnotering: (Week 9 t/m 22) 17-11-2018 t/m 16-02-2019 | Hitnotering: (Week 1 t/m 4) 05-09-1987 t/m 26-09-1987 Hitnotering: (Week 5 t/m 6) 26-09-2009 t/m 03-10-2009 Hitnotering: (Week 7 t/m 8) 02-01-2016 t/m 09-01-2016 Hitnotering: (Week 9 t/m 22) 17-11-2018 t/m 16-02-2019 | Hitnotering: (Week 1 t/m 4) 05-09-1987 t/m 26-09-1987 Hitnotering: (Week 5 t/m 6) 26-09-2009 t/m 03-10-2009 Hitnotering: (Week 7 t/m 8) 02-01-2016 t/m 09-01-2016 Hitnotering: (Week 9 t/m 22) 17-11-2018 t/m 16-02-2019 |
| Week: | 1 | 2 | 3 | 4 | | 5 | 6 | | 7 | 8 | | 9 | 10 | 11 | 12 | 13 | 14 | 15 | 16 | 17 |
| --- | --- | --- | --- | --- | --- | --- | --- | --- | --- | --- | --- | --- | --- | --- | --- | --- | --- | --- | --- | --- |
| Positie: | 35 | 23 | 35 | 61 | uit | 65 | 82 | uit | 66 | 63 | uit | 2 | 7 | 4 | 8 | 13 | 7 | 12 | 32 | 31 |
| Week: | 18 | 19 | 20 | 21 | 22 | | | | | | | | | | | | | | | |
| Positie: | 34 | 74 | 74 | 98 | 77 | | | | | | | | | | | | | | | |

### VlaamseUltratop 200

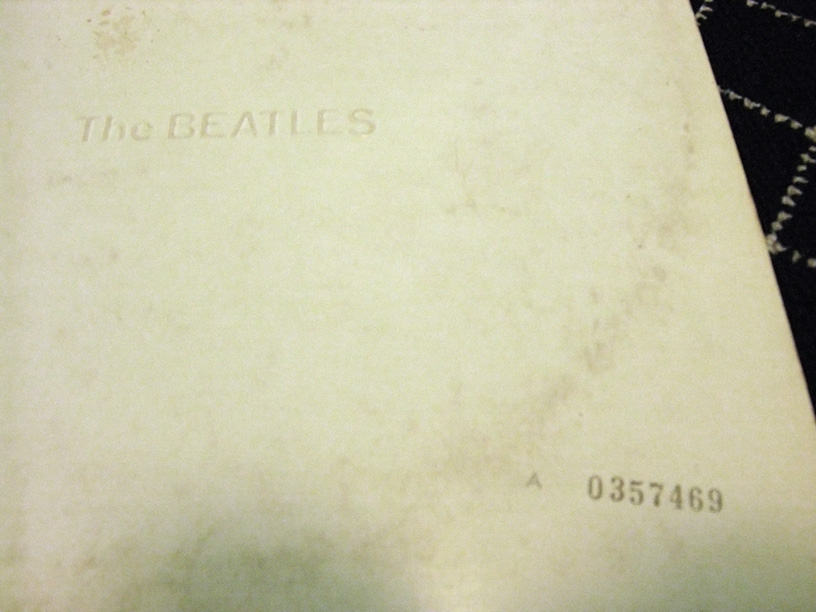
Gebruikte originele hoes met The Beatles in blinddruk en gestempeld nummer

| Hitnotering: (Week 1 t/m 7) 19-09-2009 t/m 31-10-2009 Hitnotering: (Week 8) 16-01-2016 Hitnotering: (Week 9) 20-02-2016 Hitnotering: (Week 10) 14-01-2017 Hitnotering: (Week 11) 04-02-2017 Hitnotering: (Week 12) 18-02-2017 Hitnotering: (Week 13 t/m 17) 03-06-2017 t/m 01-07-2017 Hitnotering: (Week 18) 15-07-2017 Hitnotering: (Week 19) 05-08-2017 Hitnotering: (Week 20) 23-09-2017 Hitnotering: (Week 21) 30-06-2018 Hitnotering: (Week 22) 28-07-2018 Hitnotering: (Week 23 t/m 25) 25-08-2018 t/m 08-09-2018 Hitnotering: (Week 26) 22-09-2018 Hitnotering: (Week 27 t/m 28) 27-10-2018 t/m 03-11-2018 Hitnotering: (Week 29 t/m 44) 17-11-2018 t/m 02-03-2019 | Hitnotering: (Week 1 t/m 7) 19-09-2009 t/m 31-10-2009 Hitnotering: (Week 8) 16-01-2016 Hitnotering: (Week 9) 20-02-2016 Hitnotering: (Week 10) 14-01-2017 Hitnotering: (Week 11) 04-02-2017 Hitnotering: (Week 12) 18-02-2017 Hitnotering: (Week 13 t/m 17) 03-06-2017 t/m 01-07-2017 Hitnotering: (Week 18) 15-07-2017 Hitnotering: (Week 19) 05-08-2017 Hitnotering: (Week 20) 23-09-2017 Hitnotering: (Week 21) 30-06-2018 Hitnotering: (Week 22) 28-07-2018 Hitnotering: (Week 23 t/m 25) 25-08-2018 t/m 08-09-2018 Hitnotering: (Week 26) 22-09-2018 Hitnotering: (Week 27 t/m 28) 27-10-2018 t/m 03-11-2018 Hitnotering: (Week 29 t/m 44) 17-11-2018 t/m 02-03-2019 | Hitnotering: (Week 1 t/m 7) 19-09-2009 t/m 31-10-2009 Hitnotering: (Week 8) 16-01-2016 Hitnotering: (Week 9) 20-02-2016 Hitnotering: (Week 10) 14-01-2017 Hitnotering: (Week 11) 04-02-2017 Hitnotering: (Week 12) 18-02-2017 Hitnotering: (Week 13 t/m 17) 03-06-2017 t/m 01-07-2017 Hitnotering: (Week 18) 15-07-2017 Hitnotering: (Week 19) 05-08-2017 Hitnotering: (Week 20) 23-09-2017 Hitnotering: (Week 21) 30-06-2018 Hitnotering: (Week 22) 28-07-2018 Hitnotering: (Week 23 t/m 25) 25-08-2018 t/m 08-09-2018 Hitnotering: (Week 26) 22-09-2018 Hitnotering: (Week 27 t/m 28) 27-10-2018 t/m 03-11-2018 Hitnotering: (Week 29 t/m 44) 17-11-2018 t/m 02-03-2019 | Hitnotering: (Week 1 t/m 7) 19-09-2009 t/m 31-10-2009 Hitnotering: (Week 8) 16-01-2016 Hitnotering: (Week 9) 20-02-2016 Hitnotering: (Week 10) 14-01-2017 Hitnotering: (Week 11) 04-02-2017 Hitnotering: (Week 12) 18-02-2017 Hitnotering: (Week 13 t/m 17) 03-06-2017 t/m 01-07-2017 Hitnotering: (Week 18) 15-07-2017 Hitnotering: (Week 19) 05-08-2017 Hitnotering: (Week 20) 23-09-2017 Hitnotering: (Week 21) 30-06-2018 Hitnotering: (Week 22) 28-07-2018 Hitnotering: (Week 23 t/m 25) 25-08-2018 t/m 08-09-2018 Hitnotering: (Week 26) 22-09-2018 Hitnotering: (Week 27 t/m 28) 27-10-2018 t/m 03-11-2018 Hitnotering: (Week 29 t/m 44) 17-11-2018 t/m 02-03-2019 | Hitnotering: (Week 1 t/m 7) 19-09-2009 t/m 31-10-2009 Hitnotering: (Week 8) 16-01-2016 Hitnotering: (Week 9) 20-02-2016 Hitnotering: (Week 10) 14-01-2017 Hitnotering: (Week 11) 04-02-2017 Hitnotering: (Week 12) 18-02-2017 Hitnotering: (Week 13 t/m 17) 03-06-2017 t/m 01-07-2017 Hitnotering: (Week 18) 15-07-2017 Hitnotering: (Week 19) 05-08-2017 Hitnotering: (Week 20) 23-09-2017 Hitnotering: (Week 21) 30-06-2018 Hitnotering: (Week 22) 28-07-2018 Hitnotering: (Week 23 t/m 25) 25-08-2018 t/m 08-09-2018 Hitnotering: (Week 26) 22-09-2018 Hitnotering: (Week 27 t/m 28) 27-10-2018 t/m 03-11-2018 Hitnotering: (Week 29 t/m 44) 17-11-2018 t/m 02-03-2019 | Hitnotering: (Week 1 t/m 7) 19-09-2009 t/m 31-10-2009 Hitnotering: (Week 8) 16-01-2016 Hitnotering: (Week 9) 20-02-2016 Hitnotering: (Week 10) 14-01-2017 Hitnotering: (Week 11) 04-02-2017 Hitnotering: (Week 12) 18-02-2017 Hitnotering: (Week 13 t/m 17) 03-06-2017 t/m 01-07-2017 Hitnotering: (Week 18) 15-07-2017 Hitnotering: (Week 19) 05-08-2017 Hitnotering: (Week 20) 23-09-2017 Hitnotering: (Week 21) 30-06-2018 Hitnotering: (Week 22) 28-07-2018 Hitnotering: (Week 23 t/m 25) 25-08-2018 t/m 08-09-2018 Hitnotering: (Week 26) 22-09-2018 Hitnotering: (Week 27 t/m 28) 27-10-2018 t/m 03-11-2018 Hitnotering: (Week 29 t/m 44) 17-11-2018 t/m 02-03-2019 | Hitnotering: (Week 1 t/m 7) 19-09-2009 t/m 31-10-2009 Hitnotering: (Week 8) 16-01-2016 Hitnotering: (Week 9) 20-02-2016 Hitnotering: (Week 10) 14-01-2017 Hitnotering: (Week 11) 04-02-2017 Hitnotering: (Week 12) 18-02-2017 Hitnotering: (Week 13 t/m 17) 03-06-2017 t/m 01-07-2017 Hitnotering: (Week 18) 15-07-2017 Hitnotering: (Week 19) 05-08-2017 Hitnotering: (Week 20) 23-09-2017 Hitnotering: (Week 21) 30-06-2018 Hitnotering: (Week 22) 28-07-2018 Hitnotering: (Week 23 t/m 25) 25-08-2018 t/m 08-09-2018 Hitnotering: (Week 26) 22-09-2018 Hitnotering: (Week 27 t/m 28) 27-10-2018 t/m 03-11-2018 Hitnotering: (Week 29 t/m 44) 17-11-2018 t/m 02-03-2019 | Hitnotering: (Week 1 t/m 7) 19-09-2009 t/m 31-10-2009 Hitnotering: (Week 8) 16-01-2016 Hitnotering: (Week 9) 20-02-2016 Hitnotering: (Week 10) 14-01-2017 Hitnotering: (Week 11) 04-02-2017 Hitnotering: (Week 12) 18-02-2017 Hitnotering: (Week 13 t/m 17) 03-06-2017 t/m 01-07-2017 Hitnotering: (Week 18) 15-07-2017 Hitnotering: (Week 19) 05-08-2017 Hitnotering: (Week 20) 23-09-2017 Hitnotering: (Week 21) 30-06-2018 Hitnotering: (Week 22) 28-07-2018 Hitnotering: (Week 23 t/m 25) 25-08-2018 t/m 08-09-2018 Hitnotering: (Week 26) 22-09-2018 Hitnotering: (Week 27 t/m 28) 27-10-2018 t/m 03-11-2018 Hitnotering: (Week 29 t/m 44) 17-11-2018 t/m 02-03-2019 | Hitnotering: (Week 1 t/m 7) 19-09-2009 t/m 31-10-2009 Hitnotering: (Week 8) 16-01-2016 Hitnotering: (Week 9) 20-02-2016 Hitnotering: (Week 10) 14-01-2017 Hitnotering: (Week 11) 04-02-2017 Hitnotering: (Week 12) 18-02-2017 Hitnotering: (Week 13 t/m 17) 03-06-2017 t/m 01-07-2017 Hitnotering: (Week 18) 15-07-2017 Hitnotering: (Week 19) 05-08-2017 Hitnotering: (Week 20) 23-09-2017 Hitnotering: (Week 21) 30-06-2018 Hitnotering: (Week 22) 28-07-2018 Hitnotering: (Week 23 t/m 25) 25-08-2018 t/m 08-09-2018 Hitnotering: (Week 26) 22-09-2018 Hitnotering: (Week 27 t/m 28) 27-10-2018 t/m 03-11-2018 Hitnotering: (Week 29 t/m 44) 17-11-2018 t/m 02-03-2019 | Hitnotering: (Week 1 t/m 7) 19-09-2009 t/m 31-10-2009 Hitnotering: (Week 8) 16-01-2016 Hitnotering: (Week 9) 20-02-2016 Hitnotering: (Week 10) 14-01-2017 Hitnotering: (Week 11) 04-02-2017 Hitnotering: (Week 12) 18-02-2017 Hitnotering: (Week 13 t/m 17) 03-06-2017 t/m 01-07-2017 Hitnotering: (Week 18) 15-07-2017 Hitnotering: (Week 19) 05-08-2017 Hitnotering: (Week 20) 23-09-2017 Hitnotering: (Week 21) 30-06-2018 Hitnotering: (Week 22) 28-07-2018 Hitnotering: (Week 23 t/m 25) 25-08-2018 t/m 08-09-2018 Hitnotering: (Week 26) 22-09-2018 Hitnotering: (Week 27 t/m 28) 27-10-2018 t/m 03-11-2018 Hitnotering: (Week 29 t/m 44) 17-11-2018 t/m 02-03-2019 | Hitnotering: (Week 1 t/m 7) 19-09-2009 t/m 31-10-2009 Hitnotering: (Week 8) 16-01-2016 Hitnotering: (Week 9) 20-02-2016 Hitnotering: (Week 10) 14-01-2017 Hitnotering: (Week 11) 04-02-2017 Hitnotering: (Week 12) 18-02-2017 Hitnotering: (Week 13 t/m 17) 03-06-2017 t/m 01-07-2017 Hitnotering: (Week 18) 15-07-2017 Hitnotering: (Week 19) 05-08-2017 Hitnotering: (Week 20) 23-09-2017 Hitnotering: (Week 21) 30-06-2018 Hitnotering: (Week 22) 28-07-2018 Hitnotering: (Week 23 t/m 25) 25-08-2018 t/m 08-09-2018 Hitnotering: (Week 26) 22-09-2018 Hitnotering: (Week 27 t/m 28) 27-10-2018 t/m 03-11-2018 Hitnotering: (Week 29 t/m 44) 17-11-2018 t/m 02-03-2019 | Hitnotering: (Week 1 t/m 7) 19-09-2009 t/m 31-10-2009 Hitnotering: (Week 8) 16-01-2016 Hitnotering: (Week 9) 20-02-2016 Hitnotering: (Week 10) 14-01-2017 Hitnotering: (Week 11) 04-02-2017 Hitnotering: (Week 12) 18-02-2017 Hitnotering: (Week 13 t/m 17) 03-06-2017 t/m 01-07-2017 Hitnotering: (Week 18) 15-07-2017 Hitnotering: (Week 19) 05-08-2017 Hitnotering: (Week 20) 23-09-2017 Hitnotering: (Week 21) 30-06-2018 Hitnotering: (Week 22) 28-07-2018 Hitnotering: (Week 23 t/m 25) 25-08-2018 t/m 08-09-2018 Hitnotering: (Week 26) 22-09-2018 Hitnotering: (Week 27 t/m 28) 27-10-2018 t/m 03-11-2018 Hitnotering: (Week 29 t/m 44) 17-11-2018 t/m 02-03-2019 | Hitnotering: (Week 1 t/m 7) 19-09-2009 t/m 31-10-2009 Hitnotering: (Week 8) 16-01-2016 Hitnotering: (Week 9) 20-02-2016 Hitnotering: (Week 10) 14-01-2017 Hitnotering: (Week 11) 04-02-2017 Hitnotering: (Week 12) 18-02-2017 Hitnotering: (Week 13 t/m 17) 03-06-2017 t/m 01-07-2017 Hitnotering: (Week 18) 15-07-2017 Hitnotering: (Week 19) 05-08-2017 Hitnotering: (Week 20) 23-09-2017 Hitnotering: (Week 21) 30-06-2018 Hitnotering: (Week 22) 28-07-2018 Hitnotering: (Week 23 t/m 25) 25-08-2018 t/m 08-09-2018 Hitnotering: (Week 26) 22-09-2018 Hitnotering: (Week 27 t/m 28) 27-10-2018 t/m 03-11-2018 Hitnotering: (Week 29 t/m 44) 17-11-2018 t/m 02-03-2019 | Hitnotering: (Week 1 t/m 7) 19-09-2009 t/m 31-10-2009 Hitnotering: (Week 8) 16-01-2016 Hitnotering: (Week 9) 20-02-2016 Hitnotering: (Week 10) 14-01-2017 Hitnotering: (Week 11) 04-02-2017 Hitnotering: (Week 12) 18-02-2017 Hitnotering: (Week 13 t/m 17) 03-06-2017 t/m 01-07-2017 Hitnotering: (Week 18) 15-07-2017 Hitnotering: (Week 19) 05-08-2017 Hitnotering: (Week 20) 23-09-2017 Hitnotering: (Week 21) 30-06-2018 Hitnotering: (Week 22) 28-07-2018 Hitnotering: (Week 23 t/m 25) 25-08-2018 t/m 08-09-2018 Hitnotering: (Week 26) 22-09-2018 Hitnotering: (Week 27 t/m 28) 27-10-2018 t/m 03-11-2018 Hitnotering: (Week 29 t/m 44) 17-11-2018 t/m 02-03-2019 | Hitnotering: (Week 1 t/m 7) 19-09-2009 t/m 31-10-2009 Hitnotering: (Week 8) 16-01-2016 Hitnotering: (Week 9) 20-02-2016 Hitnotering: (Week 10) 14-01-2017 Hitnotering: (Week 11) 04-02-2017 Hitnotering: (Week 12) 18-02-2017 Hitnotering: (Week 13 t/m 17) 03-06-2017 t/m 01-07-2017 Hitnotering: (Week 18) 15-07-2017 Hitnotering: (Week 19) 05-08-2017 Hitnotering: (Week 20) 23-09-2017 Hitnotering: (Week 21) 30-06-2018 Hitnotering: (Week 22) 28-07-2018 Hitnotering: (Week 23 t/m 25) 25-08-2018 t/m 08-09-2018 Hitnotering: (Week 26) 22-09-2018 Hitnotering: (Week 27 t/m 28) 27-10-2018 t/m 03-11-2018 Hitnotering: (Week 29 t/m 44) 17-11-2018 t/m 02-03-2019 | Hitnotering: (Week 1 t/m 7) 19-09-2009 t/m 31-10-2009 Hitnotering: (Week 8) 16-01-2016 Hitnotering: (Week 9) 20-02-2016 Hitnotering: (Week 10) 14-01-2017 Hitnotering: (Week 11) 04-02-2017 Hitnotering: (Week 12) 18-02-2017 Hitnotering: (Week 13 t/m 17) 03-06-2017 t/m 01-07-2017 Hitnotering: (Week 18) 15-07-2017 Hitnotering: (Week 19) 05-08-2017 Hitnotering: (Week 20) 23-09-2017 Hitnotering: (Week 21) 30-06-2018 Hitnotering: (Week 22) 28-07-2018 Hitnotering: (Week 23 t/m 25) 25-08-2018 t/m 08-09-2018 Hitnotering: (Week 26) 22-09-2018 Hitnotering: (Week 27 t/m 28) 27-10-2018 t/m 03-11-2018 Hitnotering: (Week 29 t/m 44) 17-11-2018 t/m 02-03-2019 | Hitnotering: (Week 1 t/m 7) 19-09-2009 t/m 31-10-2009 Hitnotering: (Week 8) 16-01-2016 Hitnotering: (Week 9) 20-02-2016 Hitnotering: (Week 10) 14-01-2017 Hitnotering: (Week 11) 04-02-2017 Hitnotering: (Week 12) 18-02-2017 Hitnotering: (Week 13 t/m 17) 03-06-2017 t/m 01-07-2017 Hitnotering: (Week 18) 15-07-2017 Hitnotering: (Week 19) 05-08-2017 Hitnotering: (Week 20) 23-09-2017 Hitnotering: (Week 21) 30-06-2018 Hitnotering: (Week 22) 28-07-2018 Hitnotering: (Week 23 t/m 25) 25-08-2018 t/m 08-09-2018 Hitnotering: (Week 26) 22-09-2018 Hitnotering: (Week 27 t/m 28) 27-10-2018 t/m 03-11-2018 Hitnotering: (Week 29 t/m 44) 17-11-2018 t/m 02-03-2019 | Hitnotering: (Week 1 t/m 7) 19-09-2009 t/m 31-10-2009 Hitnotering: (Week 8) 16-01-2016 Hitnotering: (Week 9) 20-02-2016 Hitnotering: (Week 10) 14-01-2017 Hitnotering: (Week 11) 04-02-2017 Hitnotering: (Week 12) 18-02-2017 Hitnotering: (Week 13 t/m 17) 03-06-2017 t/m 01-07-2017 Hitnotering: (Week 18) 15-07-2017 Hitnotering: (Week 19) 05-08-2017 Hitnotering: (Week 20) 23-09-2017 Hitnotering: (Week 21) 30-06-2018 Hitnotering: (Week 22) 28-07-2018 Hitnotering: (Week 23 t/m 25) 25-08-2018 t/m 08-09-2018 Hitnotering: (Week 26) 22-09-2018 Hitnotering: (Week 27 t/m 28) 27-10-2018 t/m 03-11-2018 Hitnotering: (Week 29 t/m 44) 17-11-2018 t/m 02-03-2019 | Hitnotering: (Week 1 t/m 7) 19-09-2009 t/m 31-10-2009 Hitnotering: (Week 8) 16-01-2016 Hitnotering: (Week 9) 20-02-2016 Hitnotering: (Week 10) 14-01-2017 Hitnotering: (Week 11) 04-02-2017 Hitnotering: (Week 12) 18-02-2017 Hitnotering: (Week 13 t/m 17) 03-06-2017 t/m 01-07-2017 Hitnotering: (Week 18) 15-07-2017 Hitnotering: (Week 19) 05-08-2017 Hitnotering: (Week 20) 23-09-2017 Hitnotering: (Week 21) 30-06-2018 Hitnotering: (Week 22) 28-07-2018 Hitnotering: (Week 23 t/m 25) 25-08-2018 t/m 08-09-2018 Hitnotering: (Week 26) 22-09-2018 Hitnotering: (Week 27 t/m 28) 27-10-2018 t/m 03-11-2018 Hitnotering: (Week 29 t/m 44) 17-11-2018 t/m 02-03-2019 | Hitnotering: (Week 1 t/m 7) 19-09-2009 t/m 31-10-2009 Hitnotering: (Week 8) 16-01-2016 Hitnotering: (Week 9) 20-02-2016 Hitnotering: (Week 10) 14-01-2017 Hitnotering: (Week 11) 04-02-2017 Hitnotering: (Week 12) 18-02-2017 Hitnotering: (Week 13 t/m 17) 03-06-2017 t/m 01-07-2017 Hitnotering: (Week 18) 15-07-2017 Hitnotering: (Week 19) 05-08-2017 Hitnotering: (Week 20) 23-09-2017 Hitnotering: (Week 21) 30-06-2018 Hitnotering: (Week 22) 28-07-2018 Hitnotering: (Week 23 t/m 25) 25-08-2018 t/m 08-09-2018 Hitnotering: (Week 26) 22-09-2018 Hitnotering: (Week 27 t/m 28) 27-10-2018 t/m 03-11-2018 Hitnotering: (Week 29 t/m 44) 17-11-2018 t/m 02-03-2019 | Hitnotering: (Week 1 t/m 7) 19-09-2009 t/m 31-10-2009 Hitnotering: (Week 8) 16-01-2016 Hitnotering: (Week 9) 20-02-2016 Hitnotering: (Week 10) 14-01-2017 Hitnotering: (Week 11) 04-02-2017 Hitnotering: (Week 12) 18-02-2017 Hitnotering: (Week 13 t/m 17) 03-06-2017 t/m 01-07-2017 Hitnotering: (Week 18) 15-07-2017 Hitnotering: (Week 19) 05-08-2017 Hitnotering: (Week 20) 23-09-2017 Hitnotering: (Week 21) 30-06-2018 Hitnotering: (Week 22) 28-07-2018 Hitnotering: (Week 23 t/m 25) 25-08-2018 t/m 08-09-2018 Hitnotering: (Week 26) 22-09-2018 Hitnotering: (Week 27 t/m 28) 27-10-2018 t/m 03-11-2018 Hitnotering: (Week 29 t/m 44) 17-11-2018 t/m 02-03-2019 |
| Week: | 1 | 2 | 3 | 4 | 5 | 6 | 7 | | 8 | | 9 | | 10 | | 11 | | 12 | | 13 | 14 |
| --- | --- | --- | --- | --- | --- | --- | --- | --- | --- | --- | --- | --- | --- | --- | --- | --- | --- | --- | --- | --- |
| Positie: | 18 | 26 | 31 | 48 | 49 | 98 | 70 | uit | 189 | uit | 186 | uit | 162 | uit | 113 | uit | 139 | uit | 146 | 124 |
| Week: | 15 | 16 | 17 | | 18 | | 19 | | 20 | | 21 | | 22 | | 23 | 24 | 25 | | 26 | |
| Positie: | 134 | 194 | 148 | uit | 171 | uit | 197 | uit | 197 | uit | 199 | uit | 186 | uit | 195 | 194 | 136 | uit | 148 | uit |
| Week: | 27 | 28 | | 29 | 30 | 31 | 32 | 33 | 34 | 35 | 36 | 37 | 38 | 39 | 40 | 41 | 42 | 43 | 44 | |
| Positie: | 125 | 171 | uit | 4 | 10 | 3 | 5 | 8 | 7 | 12 | 23 | 18 | 26 | 28 | 62 | 44 | 64 | 80 | 81 | |

## Ranglijsten
The White Album staat op de 28e positie in de top 250 van MusicMeter.
Het album bezet de tiende plaats in de Rolling Stones 500 Greatest Albums of All Time van 2003. Het is het vierde album van The Beatles in de top 10 van deze lijst. In 2020 stond het album op nummer 29.

## Trivia
- In het nummer While My Guitar Gently Weeps speelt Eric Clapton gitaar.[7]
- While My Guitar Gently Weeps staat op plaats 135 in de Rolling Stone's 500 Greatest Songs of All Time[8]
- Happiness Is a Warm Gun is het lievelingsnummer van Paul McCartney op het album.[9]
- In 2004 bracht diskjockey en producer Danger Mouse het muziekproject The Grey Album uit. Dit album was een mash-up van The Beatles' The White Album en Jay-Z's The Black Album. Vanwege slechte afspraken rondom de copyright-schending was dit tot groot ongenoegen van platenmaatschappij EMI, waardoor The Grey Album niet voor verkoop beschikbaar werd gesteld, maar alleen tijdelijk als download op internet verkrijgbaar was. Hierdoor heeft het album nooit echt groot succes verworven, hoewel het onder Beatlefans of Jay-Z wel een bepaalde cultstatus geniet.[10]